# Glen Hardin

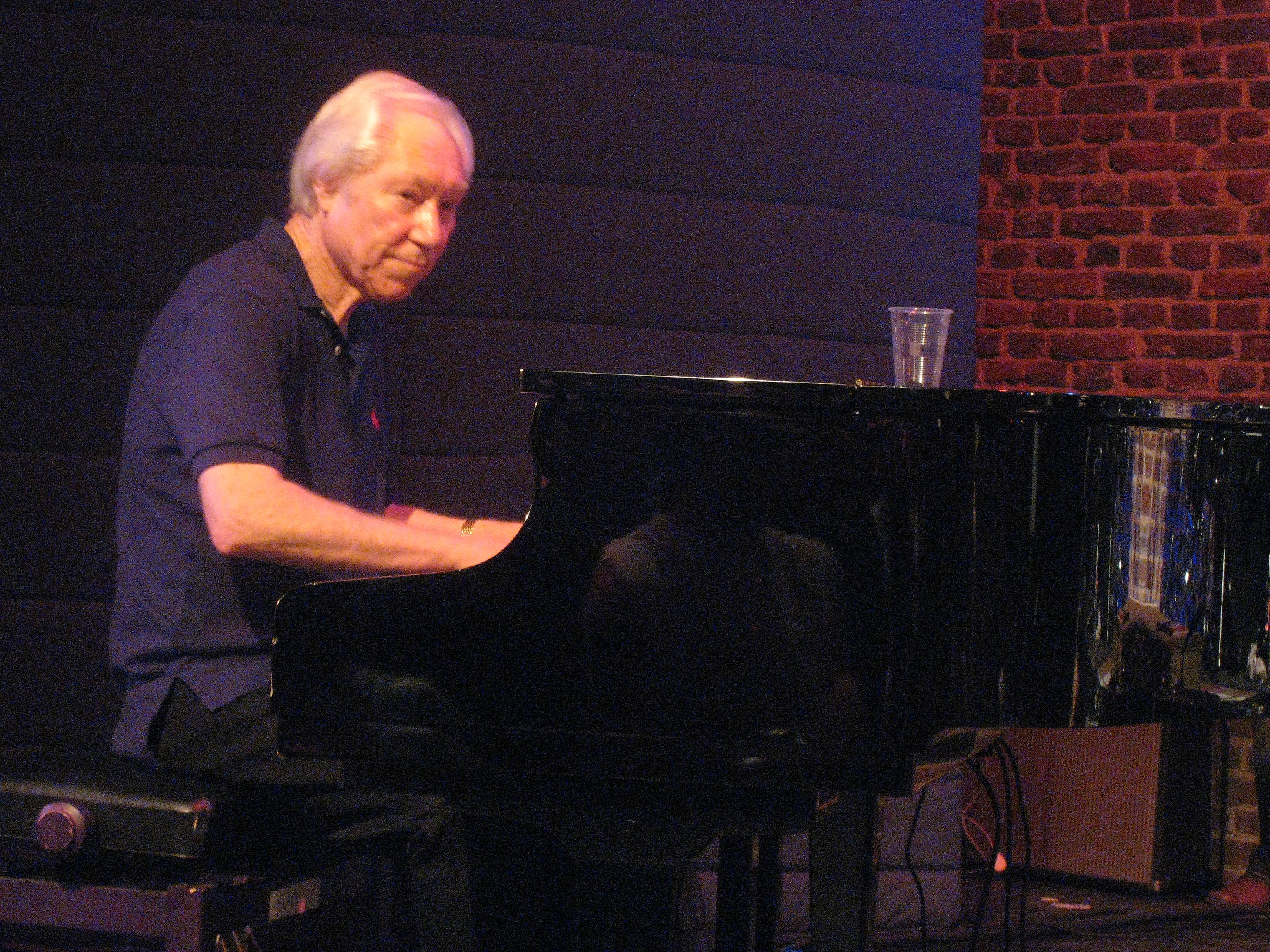
Hardin, 16. August 2008

Glen D. Hardin (* 18. April 1939 in Wellington, Collingsworth County, Texas) ist ein US-amerikanischer Pianist, der von 1970 bis 1976 zum festen Bestandteil der TCB Band gehörte, die Elvis Presley sowohl auf Studioaufnahmen als auch bei Bühnenauftritten begleitete.

## Leben
Hardin erlernte das Klavierspiel bereits im Alter von acht Jahren und begann seine musikalische Laufbahn Anfang der 1960er-Jahre bei Buddy Hollys ehemaliger Band The Crickets.
Während dieser Zeit schrieb er auch einige Lieder, von denen das von Gary Lewis & the Playboys aufgenommene Count Me In 1965 einen Spitzenplatz in den Charts erreichte.
1970 wurde er ausgewählt, als Nachfolger für Larry Muhoberac in Presleys TCB Band zu spielen, der Hardin bis 1976 angehörte. Außerdem arbeitete Hardin in den 1970er-Jahren für Künstler wie Dean Martin, Linda Ronstadt, John Denver und Emmylou Harris, für die er bis in die 1980er-Jahre hinein spielte.
Weitere Arrangements hatte Hardin unter anderem mit Nancy Sinatra, Merle Haggard und Waylon Jennings.
In den 1990er-Jahren spielte Hardin unter anderem mit Kenny Rogers und Hoyt Axton.